# Stenoptilia millieridactyla
Stenoptilia millieridactyla là một loài bướm đêm thuộc họ Pterophoridae. Nó được tìm thấy ở Đại Anh, Ireland, Pháp, bán đảo Iberia và Italia.
Sải cánh dài 17–20 mm. Con trưởng thành bay vào tháng 6 và tháng 7, với lứa thứ nhì vào cuối tháng 8 và đầu tháng 9 vài năm.
Ấu trùng ăn Saxifraga hypnoides. Chúng cuộn lá cây chủ. Quá trình hóa nhộng diễn ra trong tổ lá.